# Пак, Алексей Андреевич
Алексе́й Пак Андреевич (1911 город Зея Амурской области, Российской Империи — 1973) —  управляющий-агроном, директор Кустанайского зерносовхоза, начальник управления птицеводства Министерства сельского хозяйства СССР.

## Трудовая деятельность
Трудовую деятельность начал слесарем-механиком по сельскохозяйственным машинам в Амурской области. Окончив Тихоокеанский институт сельского хозяйства во Владивостоке, работал управляющим отделением и старшим агрономом в Средне-бельском зерносовхозе Уссурийской области Дальневосточного края. В 1937 год семья Алексея Пака, вместе с другими корейцами, проживающими на советском Дальнем Востоке, была депортирована в Центральную Азию, в Казахстан. В январе 1938 года он назначается старшим агрономом в один из двух корейских посёлков, которые создаются на базе ликвидированного свиноводческого совхоза "Красный партизан" в Кустанайской области для размещения депортированного корейского населения. С 1937 по 1947 годы — старший агроном зерносовхоза им. Молотова (с января 1943 года называется Кень-Аральский зерносовхоз) Фёдоровского района Кустанайской области. С октября 1947 года — директор Кустанайского зерносовхоза Карабалыкского района той же области. С февраля 1958 года - начальник Управления сельского хозяйства Кустанайской области. С 1961 года - главный инспектор по птицеводству - заместитель министра совхозов Казахской ССР.
Кустанайский зерносовхоз под его руководством в короткий срок освоил 12,5 тысячи гектаров новых земель. В результате этой работы посевная площадь хозяйства достигла 42 314 гектаров. В 1950 году в «Кустанайском» на площади более 31,5 тысячи гектаров получили по 111,5 пуда зерна. В закрома государству совхоз засыпал 2 678 913 пудов хлеба — 182 процента к плану!
На базе крупного зернового хозяйства стало успешно развивалось животноводство. К 1956 году совхоз имел 3530 голов крупного рогатого скота, 1280 свиней и около 38 тысяч голов птицы.
Указом Президиума Верховного Совета СССР от 11 января 1957 года за особо выдающиеся успехи, достигнутые в работе по освоению целинных и залежных земель, и получение высокого урожая удостоен звания Героя Социалистического Труда с вручением ордена Ленина и золотой медали «Серп и Молот».
Избирался членом райкома и обкома партии, депутатом Верховного Совета Казахской ССР.
Автор публикации "Многоотраслевой совхоз на целинных землях: На примере совхоза "Кустанайский" Кустанайской области" (Москва: Сельхозгиз, 1959).

## Личная жизнь
В 1937 году семья Алексея Пака, вместе с другими корейцами, проживающими на советском Дальнем Востоке, была депортирована в Казахстан.
Сын Алексея Пака - Геннадий Пак с 1965 года по настоящее время проживает в Москве.